# Ciudad Universitaria de Madrid

Universitetets logotyp

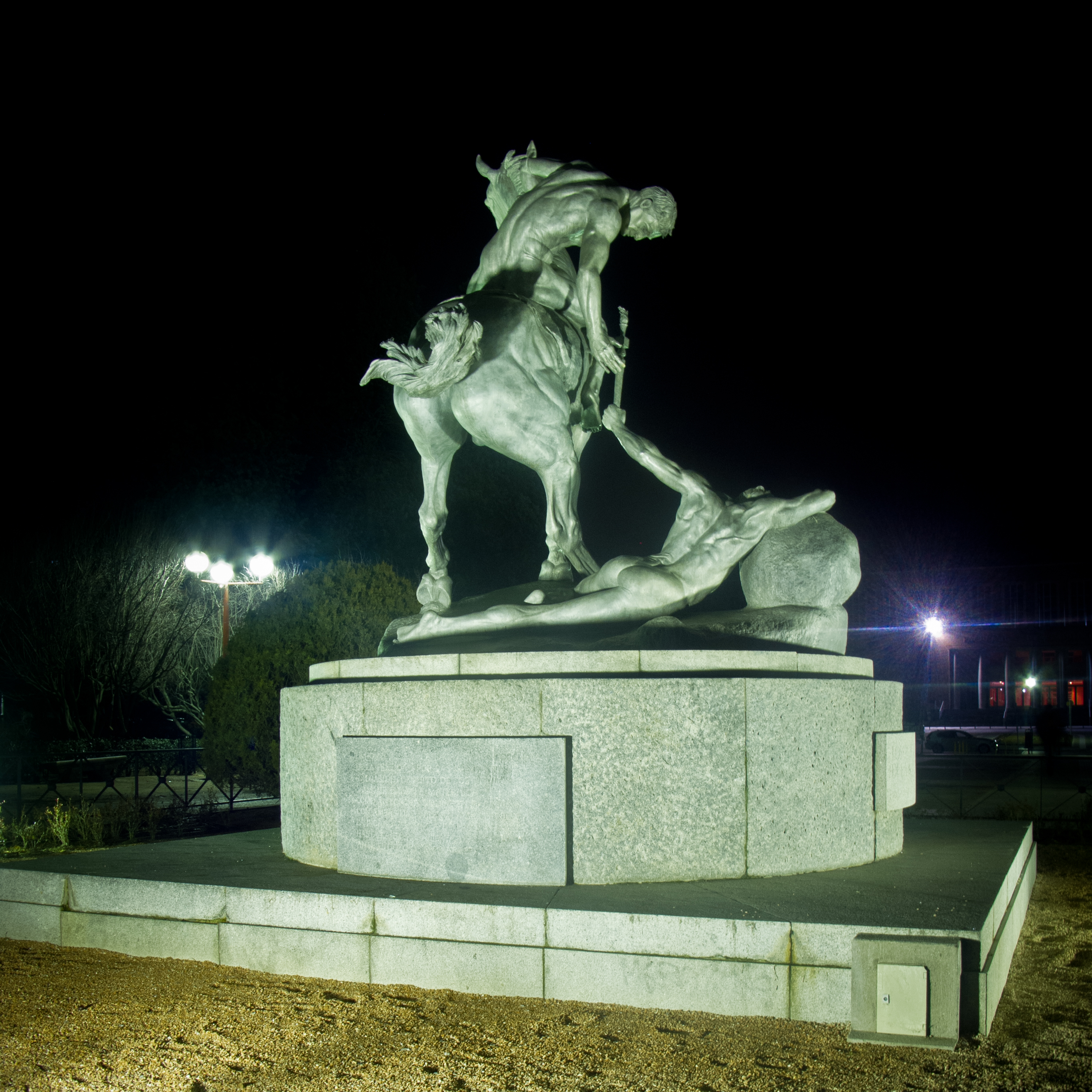
Skulpturen "Los Portadores de la Antorcha" (”Fackelbärarna”), på den öppna platsen Plaza Ramón y Cajal.

Ciudad Universitaria de Madrid (”Madrids universitetsstad”) (Spanien), också känt som Campus de Moncloa, är ett kvarter som ligger i distriktet Moncloa-Aravaca, i nordvästra delen av staden, där de flesta av fakulteterna och högskolorna i Universidad Complutense de Madrid och Madrids polytekniska universitet återfinns, liksom mer än trettio studenthem och andra faciliteter för Spaniens nationella universitet för distansundervisning. 
Skapandet av detta område, cirka 5,5 km², är resultatet av en stadsbyggnadsprojekt som utfördes  1927, med tanken att sammanföra de stora universiteten i staden till den mark som överlåtits av kungen Alfons XIII. Den 25 juli följande år bildades genom en kunglig förordning om ett nationellt lotteri medel för byggandet av campus. Under spanska inbördeskriget (1936–1939), var universitetet skådeplatsen för stora strider och under Francotiden under 1970-talet, iscensatte universitetsstudenterna omtalade uppror mot regimen. Många byggnader och fakulteter har senare byggts om för att dölja kulhål och förstörelse som kom till under inbördeskriget och senare efterföljande studentuppror.
Inom detta område av märkbar universitetsmiljö, finns det förutom fakulteter och administrationsbyggnader ett flertal studentbostäder, studenthem, idrottsanläggningar, en botanisk trädgård och omfattande parkområden. Universitetsområdet är uppbyggt längs Avenida Complutense och Autovía del Noroeste. I den västra delen av stadsdelen ligger Moncloapalatset och på den norra kanten av parken Dehesa de la Villa. Universitet är tillgängligt med antingen buss eller med metro via någon av de metrostationer som ansluter till området: Moncloa, Ciudad Universitaria och Metropolitano.